# Sixten Mohlin
Sixten Joaquim Mohlin (Rotterdam, 17 januari 1996) is een Zweeds-Nederlands voetballer die als doelman speelt.

## Clubcarrière
Mohlin, die een Zweedse vader en Kaapverdisch-Nederlandse moeder heeft, verhuisde in 1998 van Rotterdam naar Kristianstad. In 2008 kwam hij in de jeugdopleiding van Malmö FF en vanaf 2013 maakte hij deel uit van de selectie van het eerste team. Hij maakte zijn debuut in 2015 op huurbasis bij Västerås SK. Van medio 2015 tot en met 2017 werd Mohlin verhuurd aan Kristianstad FC en in 2018 speelt hij op huurbasis bij Dalkurd FF in de Allsvenskan. Vanaf 2019 staat hij onder contract bij Östersunds FK.

## Interlandcarrière
Mohlin was Zweeds jeugdinternational. Op het wereldkampioenschap voetbal onder 17 - 2013 werd hij met Zweden derde.